# Chris Mavinga
Chris Mavinga (Meaux, 26 mei 1991) is een Franse voetballer van Congolese origine. Hij staat onder contract bij Toronto FC. Daarvoor speelde hij bij onder andere Liverpool, KRC Genk en Stade Rennais.

## Carrière

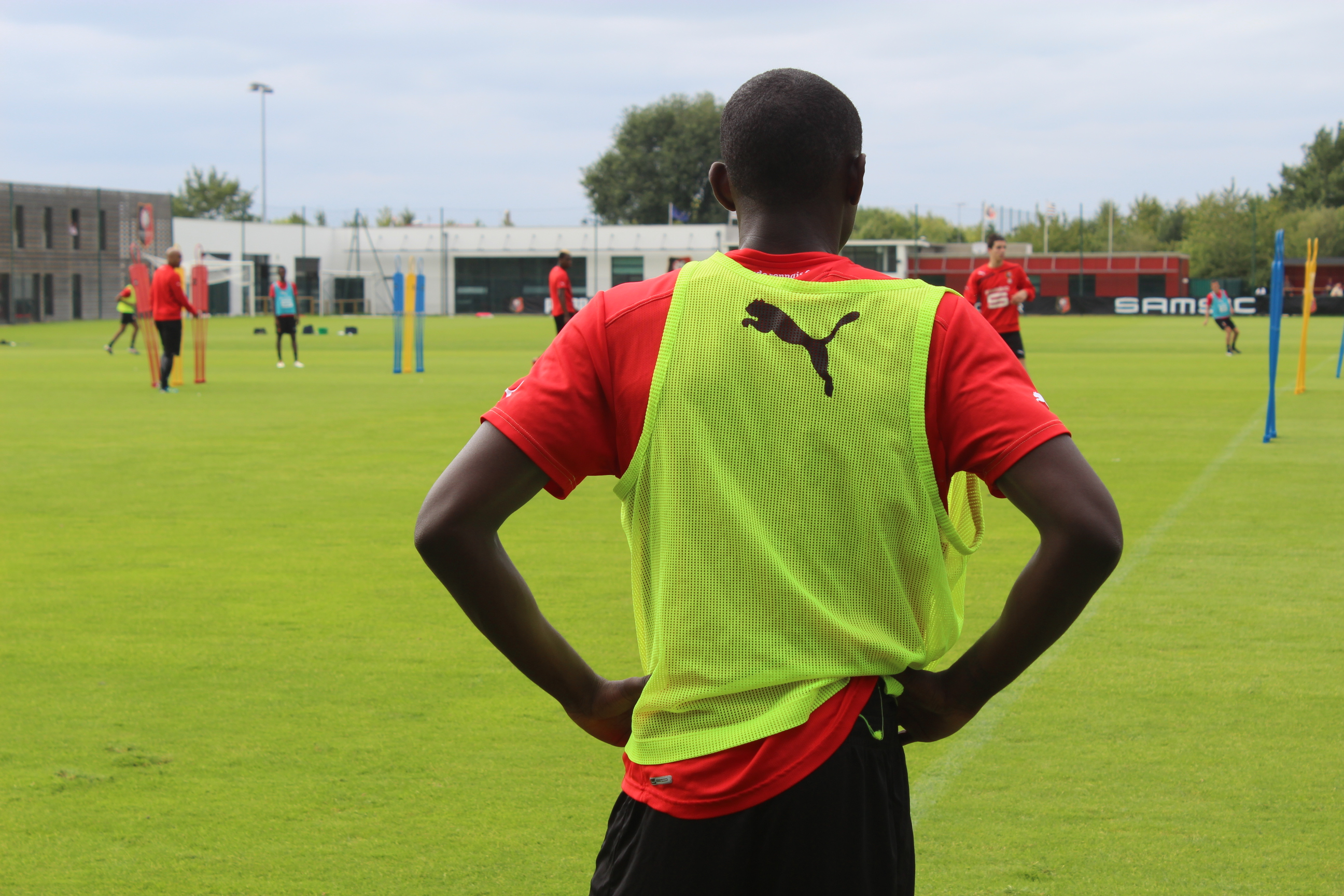
Mavinga op de training van Stade Rennes.

### Jeugd
Mavinga begon zijn carrière bij Combs-la-Ville en werkte zich geleidelijk aan op naar de top van het Franse voetbal. Tijdens een jeugdtoernooi werd de verdediger ontdekt door PSG. Hij tekende een contract bij de Franse eersteklasser. Enkele jaren later wekte de jonge verdediger de interesse van verscheidene Europese topclubs.

### Liverpool FC
De Franse topcoach Arsene Wenger hoopte Mavinga naar Arsenal FC te halen, maar uiteindelijk tekende de linksachter een driejarig contract bij rivaal Liverpool.

### KRC Genk
De Belgische eersteklasser KRC Genk wilde de Franse jeugdinternational in de zomer van 2010 huren van Liverpool, maar die deal ging niet door. Nochtans keek Mavinga uit naar de uitleenbeurt, want de verdediger wilde meer speelkansen. Eind december 2010 liet Liverpool Mavinga dan toch naar Genk vertrekken. Hij speelde aanvankelijk niet veel. Op een korte invalbeurt na, kreeg hij zijn eerste minuten voor Genk in de playoff match thuis tegen Club Brugge. Vanaf dan speelde Mavinga elke minuut tot aan de titelmatch tegen Standard. In deze match bezorgde hij bovendien Mehdi Carcela een ernstige blessure door een trap tegen het gezicht.

### Stade Rennais
Na dat seizoen tekende hij een contract voor 4 jaar bij Stade Rennais. In de zomer van 2012 deed Mavinga's ex club, KRC Genk, een bod op de Franse verdediger. Het eerste bod was te laag omdat Stade Rennais tussen de 4 en 6 miljoen euro wil voor Mavinga. Genk vond dit veel te veel en haalde daarom Brian Hamalainen van Zulte Waregem.

### Rubin Kazan
In de zomer van 2013 tekende hij een contract voor 4 jaar bij het Russische Rubin Kazan.

## Spelerstatistieken
| seizoen | club          | land             | competitie          | wed. | goals |
| ------- | ------------- | ---------------- | ------------------- | ---- | ----- |
| 2009/10 | Liverpool FC  | Engeland         | Premier League      | 0    | 0     |
| 2010/11 | Liverpool FC  | Engeland         | Premier League      | 0    | 0     |
| 2010/11 | → KRC Genk    | België           | Jupiler League      | 9    | 0     |
| 2011/12 | Stade Rennais | Frankrijk        | Ligue 1             | 14   | 0     |
| 2012/13 | Stade Rennais | Frankrijk        | Ligue 1             | 27   | 0     |
| 2013/14 | Rubin Kazan   | Rusland          | Premjer-Liga        | 7    | 0     |
| 2014/15 | → Stade Reims | Frankrijk        | Ligue 1             | 9    | 0     |
| 2015/16 | → Troyes AC   | Frankrijk        | Ligue 1             | 20   | 0     |
| 2017    | Toronto FC    | Verenigde Staten | Major League Soccer | 31   | 0     |
| 2018    | Toronto FC    | Verenigde Staten | Major League Soccer | 12   | 0     |
| 2019    | Toronto FC    | Verenigde Staten | Major League Soccer | 30   | 0     |
| 2020    | Toronto FC    | Verenigde Staten | Major League Soccer | 18   | 0     |
|         |               |                  | Totaal              | 177  | 0     |

bijgewerkt tot 1 november 2020

## International
Mavinga wordt regelmatig opgeroepen voor de nationale jeugdselecties van Frankrijk. In 2010 nam hij deel aan het EK -19, dat door zijn thuisland werd georganiseerd. Frankrijk won de finale, waarin Mavinga de volledige wedstrijd op het veld stond.

## Trivia
Mavinga kwam bij Genk terecht door het samenwerkingscontract dat Genk en Liverpool hadden afgesloten. Hij was de allereerste speler die door Liverpool bij Genk werd gestald maar ook meteen de enige.